# Stara Synagoga w Duisburgu
Stara Synagoga w Duisburgu (niem. Alte Synagoge) – główna synagoga duisburskiej gminy żydowskiej zbudowana w 1875 roku. Synagoga została spalona podczas nocy kryształowej w listopadzie 1938 roku. Kilka dni później rozebrano jej zgliszcza do poziomu fundamentów.
W 1999 roku zbudowano nową modernistyczną synagogę, która jest kontynuatorką starej synagogi.